# Сарафова къща
Къщата на Петко Сарафов е архитектурна забележителност в град София, България.

## Местоположение
Сградата се намира на улица „Хан Крум“ № 9.

## История
Изградена е в 1925 година. Собственикът ѝ, инженер Петко Сарафов, е потомък на известната фамилия от Македония Сарафови, брат е на Борис, Кръстю, Ангел, Никола и други Сарафови. Проектът е на известната тройка архитекти Георги Фингов, Димо Ничев и Петко Момчилов, с които инженер Петко Сарафов е професионално свързан.
В края на XX век къщата става редакция на германски вестник и е реставрирана.
Обявена е за паметник на културата в 1978 година.

## Архитектура
Фасадата на двуетажната къща с мансарда откъм улицата е раздвижена. Украсена е с изящни орнаменти, с пояси от меандри, венци и извити конзоли. Входът ѝ е с мраморно стълбище. Към дома има и зимна градина.